# 조수에 카르두치
조수에 알레산드로 주세페 카르두치(이탈리아어: Giosuè Alessandro Giuseppe Carducci, 1835년 7월 27일 ~ 1907년 2월 16일)는 이탈리아의 시인·고전문학자이다.
중부 이탈리아의 발디카스텔로에서 태어나 어려서부터 그리스·라틴을 위시한 고전작품을 가까이 하였고 근대의 작가로서는 알레산드로 만초니와 조반니 베르셰의 작품을 애독하였다. 피렌체의 로마 가톨릭교회 계열 중학교를 거쳐 피사 사범학교를 졸업하였다. 소위 수재 코스 가운데에서도 뛰어난 성적을 보였다. 그러나 1858년에 형(兄) 단테가 자살하고 곧이어 부친도 사망하자 출판 편집에 종사하며 일가를 부양했다. 1860년에는 그 실력을 인정받아 볼로냐 대학 국문학 교수에 취임하였다. 정치 비밀 결사원인 부친의 혈통을 이어 받아서인지 국가 통일시대에는 신 정부를 통렬히 비난하는 시 <청춘 시절>과 <경중 시집(輕重詩集)>을 저술하였다. 그러나 그 후 점차 민족주의자의 성격을 띠어 오히려 지도자 계급의 어용 시인·문학자로 전락하였다. 1890년에는 상원 의원에 임명되고, 1906년에는 노벨 문학상을 받았다.